# Pergamon
Pergamon (/ˈpɜːrɡəmən/ or /ˈpɜːrɡəmɒn/, tiếng Hy Lạp cổ: τὸ Πέργαμον), hoặc Pergamum (/ˈpɜːrɡəməm/) đôi khi được gọi bởi hình thức chữ Hy Lạp hiện đại là Pergamos (Hy Lạp hiện đại: ἡ Πέργαμος) là một thành phố Hy Lạp cổ đại giàu có và hùng mạnh ở Mysia. Nó nằm cách 26 kilômét (16 mi) từ bờ biển Aegea hiện đại, trên một vùng đất ở phía bắc của sông Caicus (ngày nay là Bakırçay) và phía tây bắc của thành phố hiện đại Bergama, Thổ Nhĩ Kỳ.
Trong thời kỳ Hy Lạp, nó trở thành thủ đô của Vương quốc Pergamon dưới triều đại Attalos vào năm 281–133 TCN, những người đã biến nó thành một trong những trung tâm văn hóa lớn của thế giới Hy Lạp. Nhiều di tích ấn tượng của nó vẫn có thể được nhìn thấy và đặc biệt là kiệt tác nổi bật Bệ thờ Pergamon. Pergamon là cực bắc trong Bảy nhà thờ của châu Á được trích dẫn trong Sách Khải Huyền Tân Ước.
Thành phố tập trung xung quanh một đỉnh núi andesit phẳng cao 335 mét-high (1.099 ft) hình thành lên Acropolis của nó. Đỉnh núi phẳng này dốc mạnh về phía bắc, tây và đông nhưng ba tầng bậc tự nhiên ở phía nam tạo thành một tuyến đường dẫn lên đỉnh. Ở phía tây của nó là sông Selinus (ngày nay là Bergamaçay) chảy qua thành phố, trong khi sông Ketios (ngày nay là Kestelçay) chảy qua phần phía đông.

## Vị trí

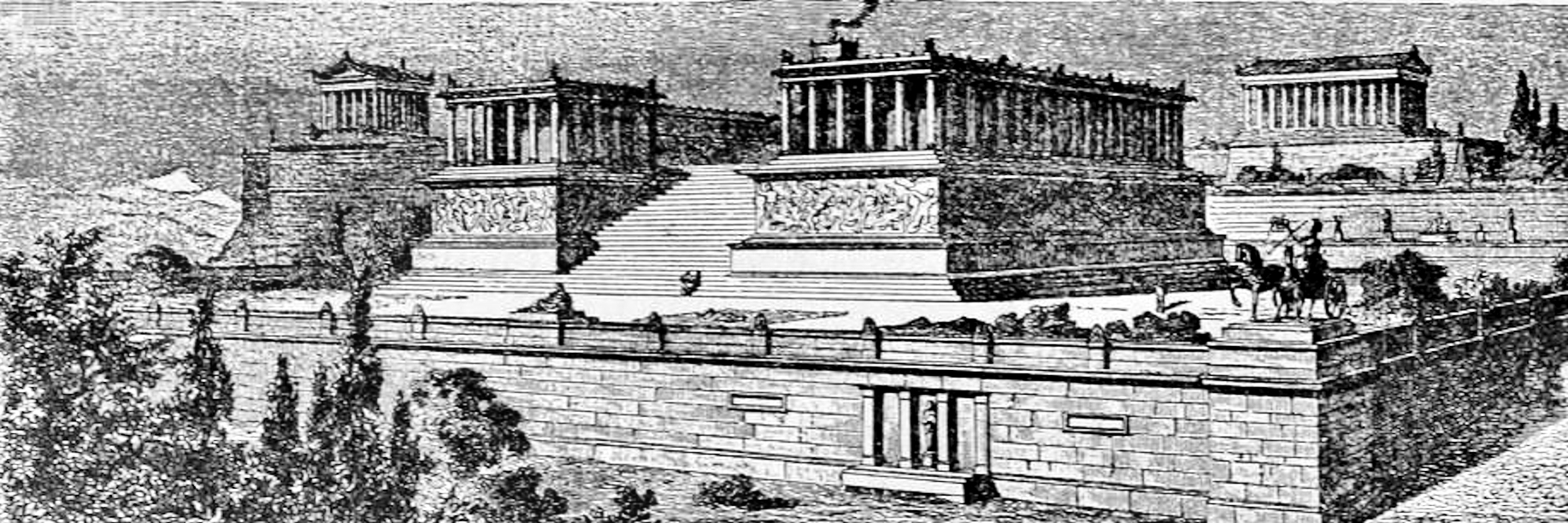
Các đền thờ của Pergamon

Pergamon nằm ở rìa phía bắc của đồng bằng Caicus trong khu vực lịch sử Mysia ở phía tây bắc Thổ Nhĩ Kỳ. Sông Caicus chia cắt các ngọn núi và đồi xung quanh vào thời điểm này, chảy theo một vòng cung rộng về phía tây nam. Dưới chân dãy núi ở phía bắc, giữa hai con sông Selinus và Cetius có khối núi Pergamon cao 335 mét so với mực nước biển. Địa điểm này chỉ cách biển 26 km nhưng đồng bằng Caicus không mở ra biển vì bị ngăn với bờ biển bởi khối núi Karadağ. Kết quả là, khu vực này có tính năng lục địa mạnh mẽ. Vào thời Hy Lạp, thị trấn Elaia ở cửa sông Caicus đóng vai trò là cảng của Pergamon. Khí hậu Địa Trung Hải với thời gian khô ráo từ tháng 5 đến tháng 8 thường thấy dọc theo bờ biển phía tây Tiểu Á.
Thung lũng Caicus chủ yếu bao gồm đá núi lửa, đặc biệt là andesit và khối núi Pergamon cũng là một kho dự trữ andesit. Nó rộng khoảng 1 kilômét và dài khoảng 5,5 kilômét từ bắc tới nam. Phía đối diện với sông Cetius là một vách đá sắc nhọn, trong khi phía đối diện với Selinus có phần hơi thô. Ở phía bắc, khối núi tạo thành một khối đá rộng 70 mét. Ở phía đông nam của vùng đất này được gọi là 'Khu vườn của Nữ hoàng', khối núi đạt đến độ cao lớn nhất và đột ngột dốc ngay lập tức về phía đông. Thành phố phía trên kéo dài thêm 250 mét về phía nam, nhưng nó vẫn rất hẹp, với chiều rộng chỉ 150 mét. Ở phía nam của nó, khối núi thoải dần về phía đông và nam, mở rộng ra khoảng 350 mét và sau đó xuống đồng bằng về phía tây nam.